# Azapiedra
Azapiedra fue una localidad española, hoy día despoblada, del municipio de Villar del Ala, perteneciente a la provincia de Soria, en la comunidad autónoma de Castilla y León.

## Geografía
El despoblado pertenece al partido judicial de Soria y la comarca de El Valle y La Vega Cintora.

## Historia
El Censo de Pecheros de 1528, en el que no se contaban eclesiásticos, hidalgos y nobles, registraba la existencia 5 pecheros, es decir unidades familiares que pagaban impuestos. Figura en el documento original como Alcapiedra.
En su día, las tierras y el molino, convertidos en coto redondo, fue de la propiedad de Rodrigo de Vera, señor de otros lugares sorianos, entre ellos Hinojosa de la Sierra. Después pasó a Jorge de Beteta, propietario del Palacio y Torre de los Betetas en Soria; y más tarde pasaría a la propiedad de los condes-duques de Fernán Núñez. 
A la caída del Antiguo Régimen la localidad se constituye en municipio constitucional, entonces conocido como Villar del Ala y Azapiedra en la región de Castilla la Vieja, partido de Soria  que en el censo de 1842 contaba con  60 hogares y 232 vecinos.
A mediados del siglo XIX, el lugar tenía contabilizada una población de 46 habitantes. Aparece descrito en el tercer volumen del Diccionario geográfico-estadístico-histórico de España y sus posesiones de Ultramar de Pascual Madoz de la siguiente manera:

AZAPIEDRA: l. en la prov. y part. jud. de Soria (4 leg.), aud. terr. y c. g. de Búrgos (24), dióc. de Osma (12): sit. en la falda de la sierra llamada del Ala: los vientos que mas le dominan son los del N., y el clima frio y propenso á catarros y pulmonias; concurre para la formacion de ayunt. con el pueblo de Villar del Ala, en el cual está establecida la escuela de instruccion primaria, á la que acuden los niños á recibir la educacion; tiene 12 casas; carece de igl. parr., y se sirven sus hab. de la del Villar; hay 1 ermita cerca del pueblo, con la advocacion de San Martin: confina el térm. por N. con el del Villar del Ala; por E. con el de Rebollar; por S. con el de Espejo, y por O. con el del Royo y Derroñadas: el terreno es áspero y de mediana calidad; á muy corta dist. y por la parte del S. hay un monte robledal bastante poblado; los caminos pueden llamarse de travesia y atajos, intransitables en la época de invierno por la mucha nieve que los cubre: recibe y despacha la correspondencia de la adm. de Soria, por medio del balijero de Valdeavellano que la lleva y trae 2 veces en semana: prod. trigo y centeno; y se cria algun ganado vacuno, lanar y de cabrio: no escasea la caza; entre ella la que mas abunda son perdices, liebres y conejos. La ind. está reducida al oficio de pastor y a la emigracion de alguna parte de los vec. á Andalucia á trabajar en los molinos de aceite: el comercio consiste en la esportacion de algunos granos á los mercados de Soria y Almarza, en los cuales se surten los naturales de los art. de consumo mas necesario: pobl. 11 vec., 46 alm.: cap. imp. 11.544 rs.
(Madoz, 1846, p. 208)

Quedó deshabitado a principios del siglo XX aunque aún se pueden ver las ruinas de su caserío. El último bautizado en la emita de San Martín, fue Cirilo García García el 9 de julio de 1903.

## Patrimonio
En el lugar hay una ermita bajo la advocación de San Martín: se trata de un edificio rectangular con tejado a cuatro aguas, antigua iglesia del pueblo, con porche y atrio en cuyo muro se asientan dos estelas medievales discoidales con cruces patadas grabadas. 